# Diego Klattenhoff
Diego Klattenhoff (French River, Nueva Escocia, 30 de noviembre de 1979) es un actor canadiense, más conocido por interpretar a Donald Ressler en la serie The Blacklist.

## Biografía
Nacido en Nueva Escocia, de padre alemán se mudó a Toronto a los 19 años para seguir su carrera actoral. Durante algunos años, debió alternar sus estudios y el desarrollo de su carrera mientras trabajaba como barman. Actualmente, reside en Los Ángeles, está casado y tiene un hijo, nacido en 2012.

## Carrera
En 2004 apareció en la película Cube Zero donde dio vida a Quigley, el asistente del técnico Jax. En 2005 interpretó al técnico veterinario Josh Greenfield, el hermano de Zack Greenfield (Nolan Funk) en la serie Smallville.
En 2006 dio vida a Ginger en la película Lucky Number Slevin. En el 2008 apareció como invitado en la serie Men in Trees donde interpretó a Ivan Palacinke, un jugador de hockey croata. En 2007 apareció como personaje recurrente de la segunda temporada de la serie Whistler donde interpretó a Derek.
En 2009 interpretó a Cadden, un sargento del Cuerpo de Marines de los Estados Unidos en dos episodios de la popular serie norteamericana 24. Ese mismo año se unió al elenco de la serie Mercy donde dio vida a Mike Callahan, el esposo de la enfermera Verónica Flanagan (Taylor Schilling), hasta el final de la serie en 2010.
En 2011 se unió al elenco principal de la serie Homeland donde interpretó al mayor del cuerpo de los marines Mike Faber y mejor amigo de Nicholas Brody (Damian Lewis), hasta 2013. Ese mismo año apareció como invitado en la serie Falling Skies donde dio vida al teniente Danner.
En 2013 apareció en la película Pacific Rim donde interpretó a Yancy Becket, el hermano mayor de Raleigh Becket (Charlie Hunnam). También apareció en la película After Earth donde interpretó a un soldado veterano, que es salvado por Cypher Raige (Will Smith).
Ese mismo año se unió al elenco principal de la serie The Blacklist donde interpreta al agente del FBI Donald Ressler, hasta ahora.

## Filmografía

### Series de televisión
| Año         | Título              | Personaje        | Notas                                           |
| ----------- | ------------------- | ---------------- | ----------------------------------------------- |
| 2013 - 2023 | The Blacklist       | Donald Ressler   | 152 episodios                                   |
| 2011 - 2013 | Homeland            | Mike Faber       | 25 episodios                                    |
| 2012        | Longmire            | Eli              | episodio "The Cancer"                           |
| 2011        | Falling Skies       | Lt. Danner       | episodio "Mutiny"                               |
| 2009 - 2010 | Mercy               | Mike Callahan    | 22 episodios                                    |
| 2009        | 24                  | Sgt. Cadden      | 2 episodios                                     |
| 2009        | ER                  | Jay              | episodio "Shifting Equilibrium"                 |
| 2009        | The Listener        | Tom Crawford     | episodio "Emotional Rescue"                     |
| 2008        | Men in Trees        | Ivan Palacinke   | 6 episodios                                     |
| 2007        | Whistler            | Derek            | 12 episodios                                    |
| 2006        | Supernatural        | Duane Tanner     | episodio "Croatoan"                             |
| 2006        | Psych               | Dylan Maxwell    | episodio "Speak Now or Forever Hold Your Piece" |
| 2006        | At the Hotel        | Jacob (de joven) | 6 episodios                                     |
| 2005        | Stargate SG-1       | Líder            | episodio "Ex Deus Machina"                      |
| 2005        | Smallville          | Josh Greenfield  | episodio "Krypto"                               |
| 2004        | Sue Thomas: F.B.Eye | -                | episodio "Did She or Didn't She?"               |
| 2004        | 1-800-Missing       | Brad Whitman     | episodio "One Night Stand"                      |
| 2003        | Mutant X            | Johnny           | episodio "Shadows of Darkness"                  |
| 2003        | Wild Card           | -                | episodio "Pilot"                                |
| 2003        | Veritas: The Quest  | Tymus            | episodio "Avalon"                               |
| 2002        | Witchblade          | -                | episodio "Destiny"                              |
| 2001 - 2002 | Doc                 | Jason            | 2 episodios                                     |

### Películas
| Año  | Título                               | Personaje     | Notas |
| ---- | ------------------------------------ | ------------- | ----- |
| 2017 | Radius                               | Liam Hartwell |       |
| 2016 | Lavender                             | Alan          |       |
| 2013 | Pacific Rim                          | Yancy Becket  |       |
| 2013 | After Earth                          | Soldado       |       |
| 2013 | Kilimanjaro                          | Troy          |       |
| 2010 | The Dry Land                         | Henry         |       |
| 2006 | Firestorm: Last Stand at Yellowstone | Willis Lee    |       |
| 2006 | Lucky Number Slevin                  | Ginger        |       |
| 2005 | Ice Princess                         | Kyle Dayton   |       |
| 2004 | Cube Zero                            | Quigley       |       |
| 2004 | Mean Girls                           | Shane Oman    |       |
| 2003 | Blessings                            | Benny         |       |

### Director y escritor
| Año  | Título     | Notas               |
| ---- | ---------- | ------------------- |
| 1999 | Desert Son | director & escritor |